# Plochionus bicolor
Plochionus bicolor är en skalbaggsart som beskrevs av Notman. Plochionus bicolor ingår i släktet Plochionus och familjen jordlöpare. Inga underarter finns listade i Catalogue of Life.